# 範囲 (分類学)
分類学では、ある分類群（タクソン）に含まれる生物や下位分類群の範囲（他の分類群との境界）が定義され、それを分類群の範囲（英: circumscription、羅: circumscriptio）という。
「限界」や「輪郭」などの訳例もある。

## 概要
分類学における狭義の「分類 classificaton」とは、ある分類群の範囲を示すことである。逆に、分類学における「命名 nomenclature」は分類群の範囲が妥当かどうか（その分類が正しいかどうか）には立ち入らず、ある範囲と階級をもつ分類群に対して適切なただ1つの学名を与える。
分類学において、すべての分類群に対し安定した範囲を設けることが目標の一つである。ほとんどの分類群の範囲はまだ安定したものではなく、分子系統学の急速な発展に伴い、安定した範囲をもつと数十年にわたって見なされていた分類群についてもその多くで激変が起きている。 新しい発見により、既存の範囲に用いられていた特徴が実際は関連性を持たない無効なものとして否定されたり、分岐学の結果を裏付ける特徴が新しく提示されたりする場合がある。
例えば、かつて安定していなかった系統群の1つとして被子植物のウルシ科がある。その一部は、Blepharocaryaceae、Julianaceae、Podoaceaeといった異なる科に所属していたが、現在学術的に用いられるAPG体系では、2003年のAPG II発表以来2016年発表のAPG IVに至るまで1つの科としてまとめている。